# Supercopa de Europa 1972
La Supercopa de Europa fue una idea propuesta por Anton Witkamp, periodista deportivo del diario holandés De Telegraaf, para organizar un partido y decidir quién era el mejor club de Europa.
En 1972 Witkamp propone la idea a Van Praag, el entonces presidente del Ajax, que eran los campeones de la Copa de Europa en ese momento, y a este le parece un plan excelente. Sin embargo, cuando Witkamp intenta formalizar la idea llevándola a la UEFA para buscar respaldo oficial, Artemio Franchi, el presidente de la UEFA en ese momento, no responde positivamente a la solicitud y rechaza hacerse cargo de la organización de la competición ese año, alegando que los Rangers, campeones de la Recopa, estaban penalizados por una sanción impuesta por la propia UEFA de un año sin poder disputar ninguna competición europea, a causa de la conducta inapropiada de sus aficionados durante la final de Recopa de 1972.
El enfrentamiento aún se sostenía y siguió adelante promovido por De Telegraaf, pero no oficialmente como Supercopa de Europa, sino como una celebración del Centenario del Rangers.
Finalmente se disputa entre el A. F. C. Ajax (vencedor de la Copa de Europa 1971-72) y el Rangers (vencedor de la Recopa de 1971-72) a doble partido los días 16 y 24 de enero de 1973. El primer partido, jugado en Glasgow, termina 1 a 3 para el equipo neerlandés. El segundo partido, jugado en Ámsterdam, vuelve a ganar, esta vez 3 a 2 al equipo escocés, consiguiendo así el Ajax, el trofeo (el mismo que se entregaría como Supercopa de Europa en los años posteriores), con un total de 6 tantos a 3 entre ambas confrontaciones.
A pesar de no ser reconocida oficialmente por la UEFA, a menudo es considerada como el primer torneo de la Supercopa de Europa.
Al año siguiente, la UEFA si se hace cargo de la organización de la competición de la Supercopa de 1973.
| Bandera de Escocia        | 3 - 6 | Bandera de los Países Bajos |
| Glasgow Rangers F. C. 1 2 | 3 - 6 | A. F. C. Ajax 3             |
| ------------------------- | ----- | --------------------------- |

## Equipos participantes
| A. F. C. Ajax         |  | Países Bajos |  | Campeón de la Copa de Europa (1971-72)   |
| Glasgow Rangers F. C. |  | Escocia      |  | Campeón de la Recopa de Europa (1971-72) |

## Detalles de los encuentros

### Partido de ida
| 1          | POR        | Peter McCloy     |     |
| 2          | DEF        | Sandy Jardine    |     |
| 3          | DEF        | Willie Mathieson |     |
| 4          | DEF        | John Greig       |     |
| 5          | DEF        | Derk Johnstone   | 66' |
| 6          | MED        | Dave Smith       |     |
| 7          | MED        | Alfie Conn       | 46' |
| 8          | MED        | Tom Forsyth      |     |
| 10         | MED        | Alex MacDonald   |     |
| 9          | DEL        | Derk Parlane     |     |
| 11         | DEL        | Quinton Young    |     |
| Entrenador | Entrenador | Jock Wallace     |     |

| 1          | POR        | Heinz Stuy        |     |
| 3          | DEF        | Wim Suurbier      |     |
| 12         | DEF        | Horst Blankenburg |     |
| 4          | DEF        | Barry Hulshoff    |     |
| 5          | DEF        | Ruud Krol         |     |
| 15         | MED        | Arie Haan         |     |
| 9          | MED        | Gerrie Mühren     |     |
| 10         | MED        | Arnold Mühren     |     |
| 16         | DEL        | Johnny Rep        | 80' |
| 14         | DEL        | Johan Cruijff     |     |
| 11         | DEL        | Piet Keizer       | 65' |
| Entrenador | Entrenador | Ştefan Kovács     |     |

| 12 | DEL | Tommy McLean | 46' |
| 14 | MED | Graham Fyfe  | 66' |

| 6 | MED | Heinz Schilcher | 65' |
| 8 | DEL | Sjaak Swart     | 80' |

| Anotado | 42' | Alex MacDonald |

| Anotado | 34' | Johnny Rep    |
| Anotado | 44' | Johan Cruijff |
| Anotado | 72' | Arie Haan     |

| Árbitro | Alistair MacKenzie |

| 1          | POR        | Peter McCloy     |     |
| 2          | DEF        | Sandy Jardine    |     |
| 3          | DEF        | Willie Mathieson |     |
| 4          | DEF        | John Greig       |     |
| 5          | DEF        | Derk Johnstone   | 66' |
| 6          | MED        | Dave Smith       |     |
| 7          | MED        | Alfie Conn       | 46' |
| 8          | MED        | Tom Forsyth      |     |
| 10         | MED        | Alex MacDonald   |     |
| 9          | DEL        | Derk Parlane     |     |
| 11         | DEL        | Quinton Young    |     |
| Entrenador | Entrenador | Jock Wallace     |     |

| 1          | POR        | Heinz Stuy        |     |
| 3          | DEF        | Wim Suurbier      |     |
| 12         | DEF        | Horst Blankenburg |     |
| 4          | DEF        | Barry Hulshoff    |     |
| 5          | DEF        | Ruud Krol         |     |
| 15         | MED        | Arie Haan         |     |
| 9          | MED        | Gerrie Mühren     |     |
| 10         | MED        | Arnold Mühren     |     |
| 16         | DEL        | Johnny Rep        | 80' |
| 14         | DEL        | Johan Cruijff     |     |
| 11         | DEL        | Piet Keizer       | 65' |
| Entrenador | Entrenador | Ştefan Kovács     |     |

| 12 | DEL | Tommy McLean | 46' |
| 14 | MED | Graham Fyfe  | 66' |

| 6 | MED | Heinz Schilcher | 65' |
| 8 | DEL | Sjaak Swart     | 80' |

| Anotado | 42' | Alex MacDonald |

| Anotado | 34' | Johnny Rep    |
| Anotado | 44' | Johan Cruijff |
| Anotado | 72' | Arie Haan     |

| Árbitro | Alistair MacKenzie |

### Partido de vuelta
| 1          | POR        | Heinz Stuy        |     |
| 3          | DEF        | Wim Suurbier      |     |
| 4          | DEF        | Barry Hulshoff    |     |
| 5          | DEF        | Ruud Krol         |     |
| 12         | DEF        | Horst Blankenburg |     |
| 7          | MED        | Johan Neeskens    |     |
| 9          | MED        | Gerrie Mühren     |     |
| 15         | MED        | Arie Haan         |     |
| 8          | DEL        | Sjaak Swart       | 46' |
| 11         | DEL        | Piet Keizer       |     |
| 14         | DEL        | Johan Cruijff     |     |
| Entrenador | Entrenador | Stefan Kovács     |     |

| 1          | POR        | Peter McCloy     |  |
| 2          | DEF        | Sandy Jardine    |  |
| 3          | DEF        | Willie Mathieson |  |
| 4          | DEF        | John Greig       |  |
| 5          | DEF        | Derk Johnstone   |  |
| 6          | MED        | Dave Smith       |  |
| 8          | MED        | Tom Forsyth      |  |
| 10         | MED        | Alex MacDonald   |  |
| 9          | DEL        | Derk Parlane     |  |
| 11         | DEL        | Quinton Young    |  |
| 12         | DEL        | Tommy McLean     |  |
| Entrenador | Entrenador | Jock Wallace     |  |

| 16 | DEL | Johnny Rep | 46' |

| Anotado         | 11' | Arie Haan     |
| Anotado · Penal | 38' | Gerrie Mühren |
| Anotado         | 78' | Johan Cruijff |

| Anotado | 2'  | Alex MacDonald |
| Anotado | 35' | Quinton Young  |

| Árbitro | Hans Joachim Weyland |

| 1          | POR        | Heinz Stuy        |     |
| 3          | DEF        | Wim Suurbier      |     |
| 4          | DEF        | Barry Hulshoff    |     |
| 5          | DEF        | Ruud Krol         |     |
| 12         | DEF        | Horst Blankenburg |     |
| 7          | MED        | Johan Neeskens    |     |
| 9          | MED        | Gerrie Mühren     |     |
| 15         | MED        | Arie Haan         |     |
| 8          | DEL        | Sjaak Swart       | 46' |
| 11         | DEL        | Piet Keizer       |     |
| 14         | DEL        | Johan Cruijff     |     |
| Entrenador | Entrenador | Stefan Kovács     |     |

| 1          | POR        | Peter McCloy     |  |
| 2          | DEF        | Sandy Jardine    |  |
| 3          | DEF        | Willie Mathieson |  |
| 4          | DEF        | John Greig       |  |
| 5          | DEF        | Derk Johnstone   |  |
| 6          | MED        | Dave Smith       |  |
| 8          | MED        | Tom Forsyth      |  |
| 10         | MED        | Alex MacDonald   |  |
| 9          | DEL        | Derk Parlane     |  |
| 11         | DEL        | Quinton Young    |  |
| 12         | DEL        | Tommy McLean     |  |
| Entrenador | Entrenador | Jock Wallace     |  |

| 16 | DEL | Johnny Rep | 46' |

| Anotado         | 11' | Arie Haan     |
| Anotado · Penal | 38' | Gerrie Mühren |
| Anotado         | 78' | Johan Cruijff |

| Anotado | 2'  | Alex MacDonald |
| Anotado | 35' | Quinton Young  |

| Árbitro | Hans Joachim Weyland |

|                             |
| Bandera de los Países Bajos |
| Campeón A. F. C. Ajax       |